# Dorymenia hesperidesi
Dorymenia hesperidesi is een Solenogastressoort uit de familie van de Proneomeniidae. De wetenschappelijke naam van de soort is voor het eerst geldig gepubliceerd in 2000 door García-Álvarez, Urgorri & Salvini-Plawen.